# Präsidentschaftswahlen in Osttimor 2007

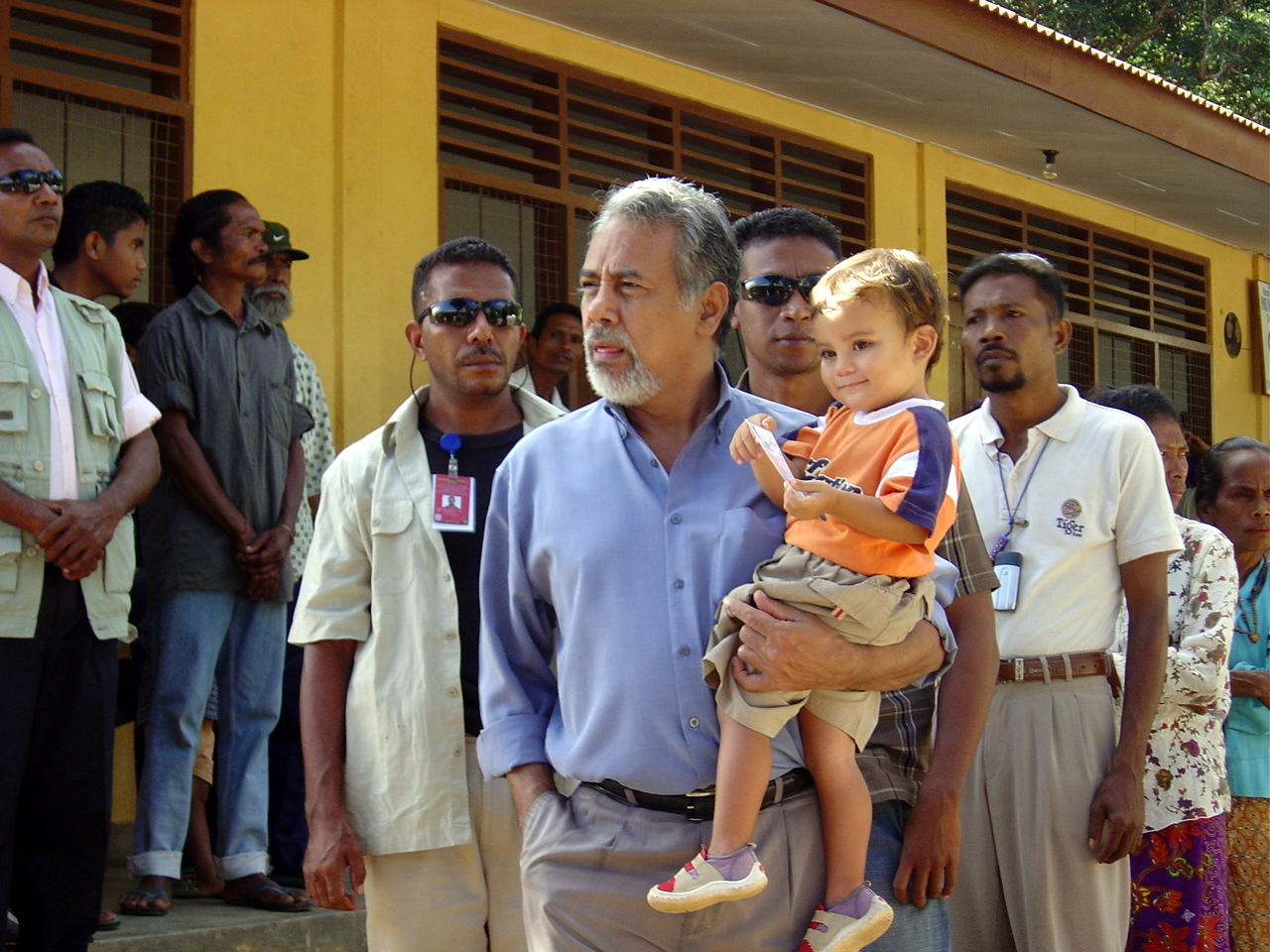
Der bisherige Präsident Xanana Gusmão bei der Stimmabgabe im ersten Wahlgang

In den Präsidentschaftswahlen in Osttimor im Jahr 2007 wurde ein Nachfolger für Präsident Xanana Gusmão bestimmt, der sich nach einer Amtszeit nicht mehr zur Wahl stellte. Offiziell trat Gusmão am 20. Mai 2007 ab, dem fünften Unabhängigkeitstag des Landes. Er trat dafür bei den Parlamentswahlen am 30. Juni 2007 als Bewerber für das Amt des Premierministers an. Im ersten Wahlgang der Präsidentenwahl am 9. April 2007 erhielt kein Kandidat die absolute Mehrheit. Daher fand am 9. Mai 2007 eine Stichwahl zwischen den beiden Kandidaten mit der höchsten Stimmenzahl – Francisco Lu-Olo Guterres und José Ramos-Horta – statt. In der ersten Runde waren 522.933 Einwohner wahlberechtigt, in der zweiten 524.073. Ihre Stimmen konnten sie in 705 Wahllokalen abgeben. Sieger der Wahl wurde schließlich José Ramos-Horta mit 69,18 %. Er wurde am 20. Mai 2007 in sein neues Amt eingeführt.

## Die Kandidaten

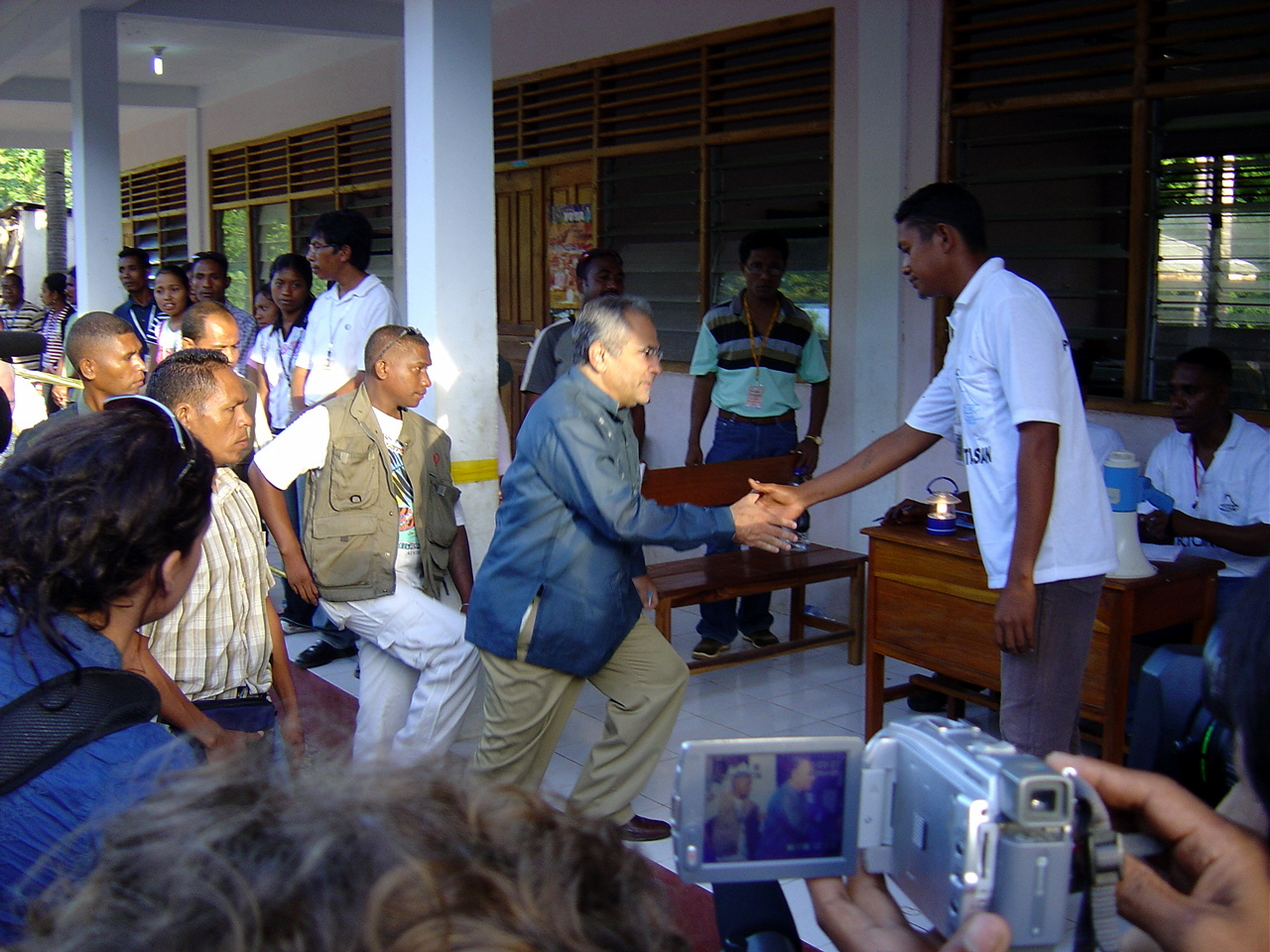
José Ramos-Horta bei der Stimmabgabe im ersten Wahlgang

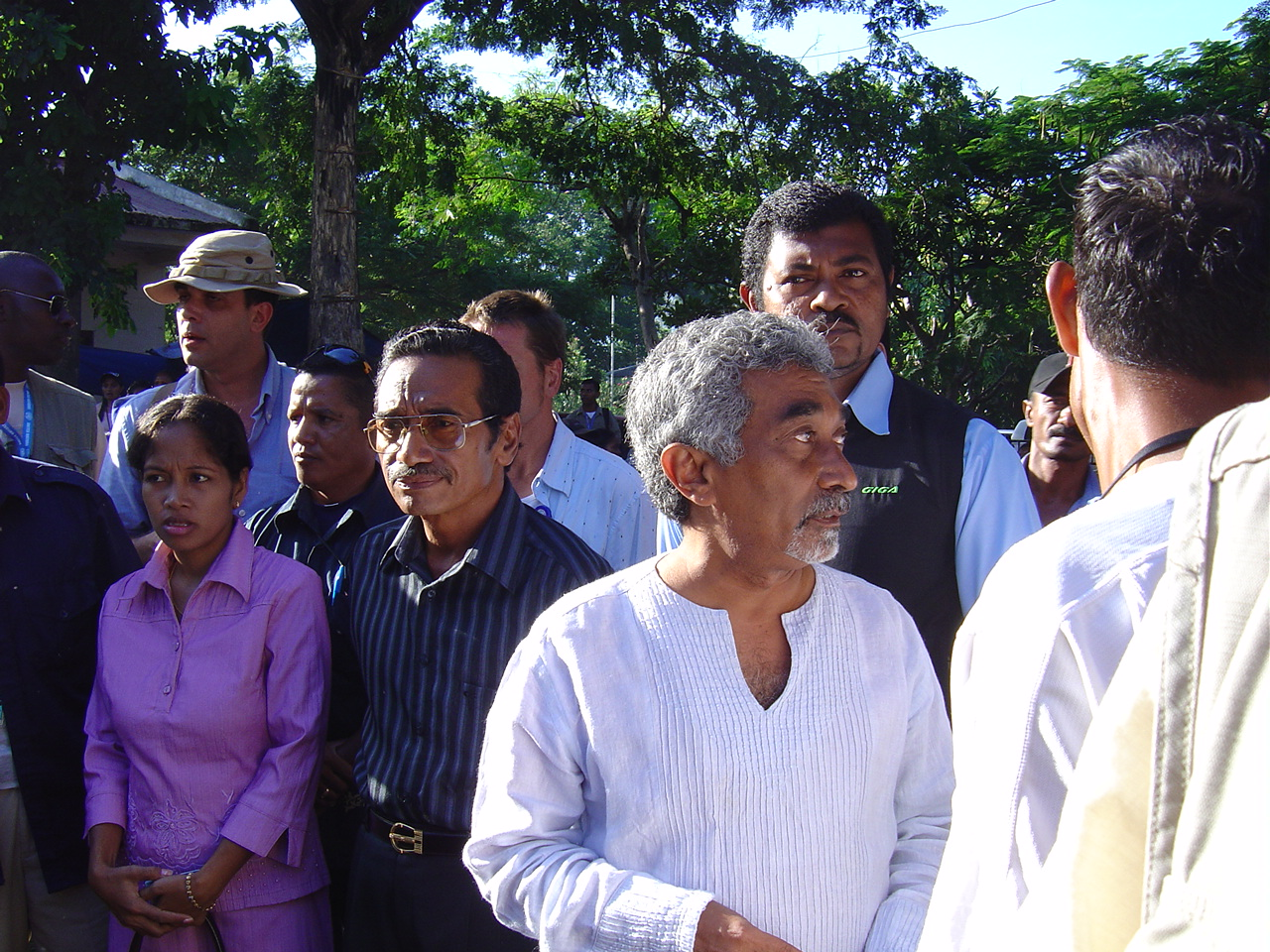
Lu-Olo mit Marí Alkatiri am ersten Wahltag

Acht Kandidaten wurden zur Wahl zugelassen.
Als aussichtsreichster Kandidat ging der bisherige Premierminister und Friedensnobelpreisträger José Ramos-Horta in die Wahl. Er hatte erst im Vorjahr das Amt des Premierministers von Mari Alkatiri von der FRETILIN übernommen, unter dem Ramos-Horta Außenminister gewesen war. Alkatiri hatte aufgrund der Unruhen in Osttimor 2006 auf Druck von Xanana Gusmão zurücktreten müssen. Gusmão setzte sich danach gegen die Regierungspartei FRETILIN mit seinem Kandidaten und Freund Ramos-Horta als Nachfolger Alkatiris durch. Da Gusmão bereits früh angekündigt hatte, nur für eine Amtszeit Präsident sein zu wollen, entschied sich Ramos-Horta zur Kandidatur, während Gusmão sich nun für das Amt des Premierministers bewirbt. Ziel beider ist es, die Dominanz der FRETILIN zu brechen. Hierbei sind sie sich mit vielen Oppositionsparteien einig. Der FRETILIN und ihren führenden Politikern, die während der indonesischen Besatzung 1975–1999 den Großteil des Widerstandes geleistet hatten, wurden in den Jahren zuvor Versagen bei der Lösung der Probleme des Landes, Vetternwirtschaft und Korruption vorgeworfen. José Ramos-Horta und vor allem Xanana Gusmão genießen dagegen großes Ansehen im Lande. Der parteilose Ramos-Horta wurde im Wahlkampf von Gusmãos neuer Partei CNRT, der PMD, UNDERTIM und der Maubere-Jugendorganisation unterstützt.
Für die Regierungspartei FRETILIN trat Parlamentspräsident Francisco Lu-Olo Guterres an. Der Vorsitzende der FRETILIN hat im Gegensatz zu Ramos-Horta, Alkatiri und vielen anderen Politikern in der Besatzungszeit am bewaffneten Kampf gegen die Indonesier teilgenommen. Seine Partei gewann bei den letzten Parlamentswahlen 2001 55 der 88 Sitze.
Fernando La Sama de Araújo ist der Vorsitzende der Demokratischen Partei PD, der größten Oppositionspartei, die bei den Parlamentswahlen 2001 8,72 % der Stimmen auf sich vereinen konnte. 1988 gründete La Sama die Resistência Nacional dos Estudantes de Timor-Leste RENETIL (Nationaler Widerstand der Studenten von Timor-Leste). Sechs Jahre saß er zusammen mit Xanana Gusmão in indonesischer Gefangenschaft, bis sie mit dem Sturz des Diktators Suharto in Freiheit kamen. Vor allem junge Leute, die im Ausland studiert haben, unterstützen La Samas PD.
Francisco Xavier do Amaral, Vorsitzender der konservativen ASDT, war bereits 1975 nach Erklärung der Unabhängigkeit Osttimors von Portugal zum ersten Präsidenten Osttimors durch die FRETILIN vereidigt worden, musste aber wenige Tage später nach der indonesischen Invasion in die Berge fliehen. Später wurde er von der FRETILIN abgesetzt und geriet in indonesische Gefangenschaft. 2002 kandidierte Amaral bei den ersten Präsidentschaftswahlen gegen Xanana Gusmão, verlor aber deutlich (17,3 % der Stimmen). Während des Wahlkampfes hatte Amaral erklärt, er rechne gegen Gusmão mit einer Niederlage. Aus seiner Sicht sollte Gusmão aber einen Gegenkandidaten haben, das demonstriere die Stärke der osttimoresischen Demokratie.

Wahlscheinmuster für die erste Runde der Präsidentenwahl

João Carrascalão ist der Vorsitzende der UDT, der ältesten Partei Osttimors, die 1975 im bewaffneten Machtkampf gegen die FRETILIN unterlag. Während der indonesischen Besatzung lebte Carrascalão im Exil und arbeitete politisch gegen die Indonesier. Nach der Besatzung wurde er von der UN-Verwaltung als Minister für Infrastruktur eingesetzt, bis die neue Regierung gewählt wurde. Der UDT wird heute vorgeworfen, sie hätte sich anfangs mit den Indonesiern gegen die FRETILIN verbündet. Die UDT verwahrt sich gegen diesen Vorwurf, nur für einzelne Parteimitglieder sei er berechtigt.
Die Anwältin Lúcia Lobato ist Parlamentsabgeordnete der PSD und die einzige Frau unter den Kandidaten. Zuerst hatte die konservative PSD den Rebellenführer Alfredo Reinado aufgefordert, als Kandidat bei den Präsidentenwahlen anzutreten, später kündigte der Parteivorsitzende Mário Viegas Carrascalão seine Kandidatur an, doch schließlich trat Lúcia Lobato an.
Avelino Coelho da Silva, der Generalsekretär der PST, kämpfte zunächst in der FALINTIL gegen die indonesischen Besatzer, bevor er ein Studium in Indonesien begann. Dort gründete er mit der Associação Socialista Timorense AST den Vorgänger der PST, die sich sowohl an timoresische Studenten als auch an indonesische Arbeiter wenden sollte.
Der Anwalt Manuel Tilman ist Generalsekretär der KOTA. Er hat lange Zeit in Portugal und Macau gearbeitet. Während der indonesischen Besatzungszeit soll Tilman enge Beziehungen zur Familie des indonesischen Präsidenten Suharto gehabt haben. Die KOTA wird weniger von der einfachen Bevölkerung als von den Familien der Liurai, den traditionellen Kleinkönigen Timors, unterstützt. Für Tilman sprach sich auch Jacob Xavier, der Parteivorsitzende der Partido do Povo de Timor (PPT) aus.
Amaral, Araújo, Lobato und Tilman sind Angehörige der Mambai-Ethnie aus dem Westen des Landes.

## Situation des Landes

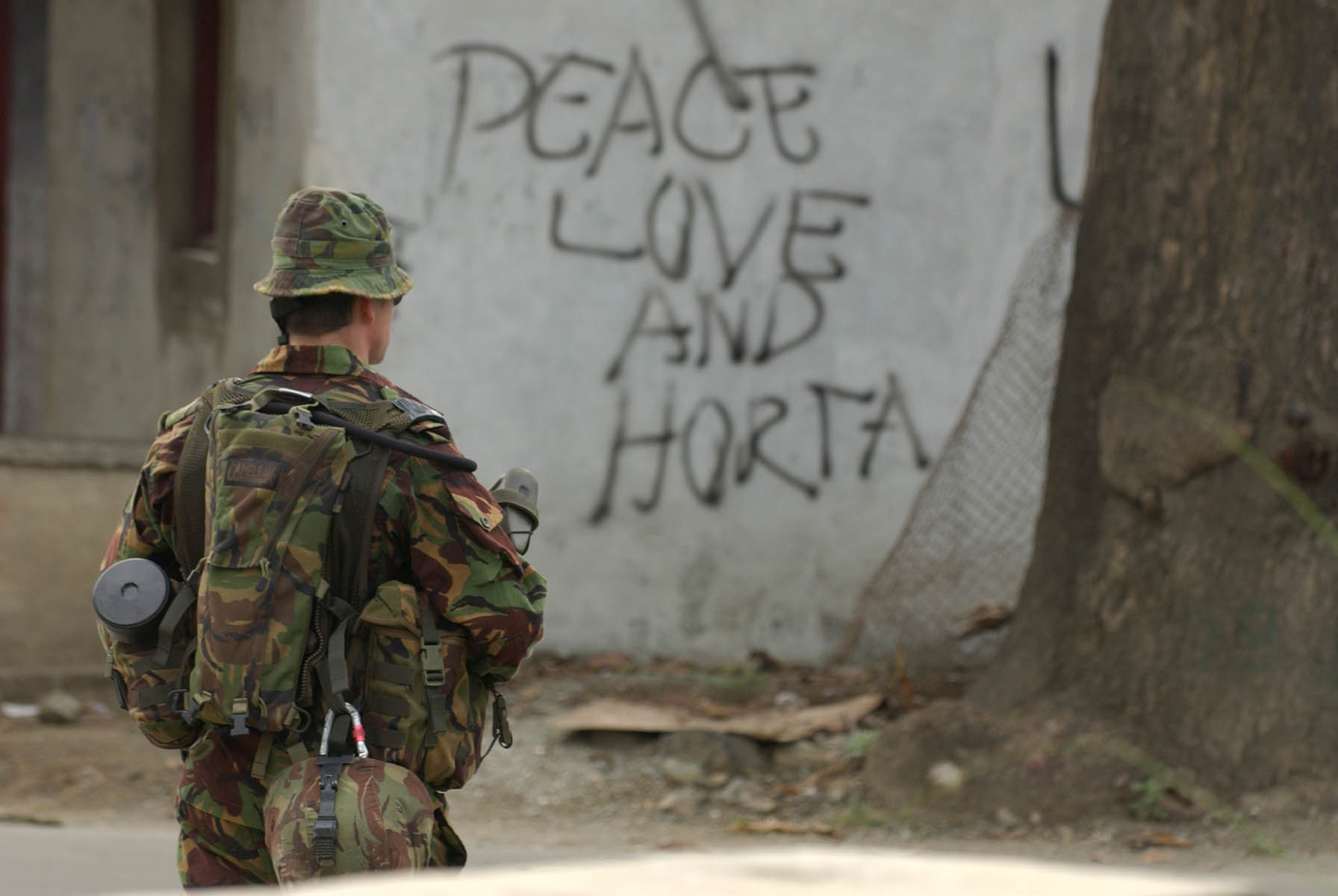
ISF-Soldat vor pro-Horta-Graffito

Osttimor ist das ärmste Land Asiens. 41 % der Bevölkerung leben unterhalb der Armutsgrenze, die die Vereinten Nationen auf 0,55 US-Dollar pro Tag festgelegt haben. Im Index der menschlichen Entwicklung liegt Osttimor 2006 auf Platz 142. Die reichen Erdöl- und Erdgasvorkommen südlich von Timor stehen noch vor der Ausbeutung. Mit Australien wurde ein Vertrag über die Aufteilung der Vorkommen geschlossen.
Bei den Unruhen im Vorjahr starben mindestens 37 Menschen, als fast die Hälfte der Armee meuterte und es zu Gefechten zwischen den Meuterern und der Polizei kam. Dazu kamen Plünderungen, Brandstiftung und Kämpfe zwischen Jugendbanden, ethnische Konflikte brachen auf. Premierminister Alkatiri von der FRETILIN musste schließlich zurücktreten. Noch immer leben 100.000 Menschen in Flüchtlingslagern. Eine internationale Eingreiftruppe unter der Führung Australiens sorgte wieder für Ruhe und Ordnung, zudem wurde eine neue UN-Friedensmission (UNMIT) nach Osttimor entsandt, die auch die Wahlen 2007 absichern sollte. Zu Zusammenstößen zwischen den Jugendbanden und Brandstiftungen kommt es dennoch immer wieder.
Einer der meuternden Soldaten, Alfredo Reinado, brach mit mehreren Gefährten aus einem Gefängnis aus, in dem sie wegen unerlaubten Waffenbesitzes einsaßen. Anfang März wurden die Flüchtigen in Same von der australischen Armee eingekreist. Bei der Stürmung der Stadt starben vier Rebellen, die anderen entkamen. Hier befürchtete man eine Gefahr für den friedlichen Ablauf der Wahlen.

## Vorbereitungen und Wahlkampf

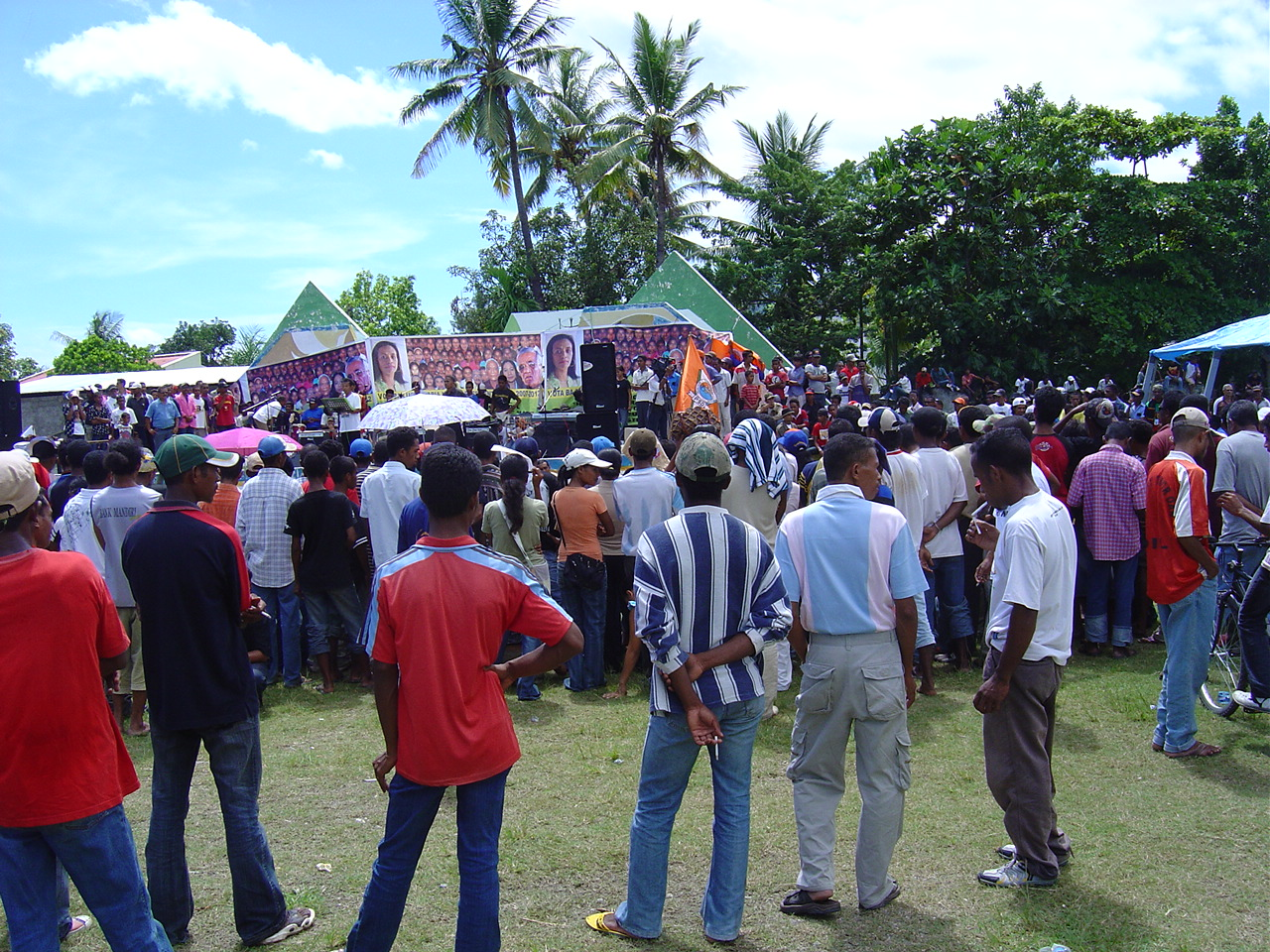
Wahlkampfveranstaltung von Lúcia Lobato

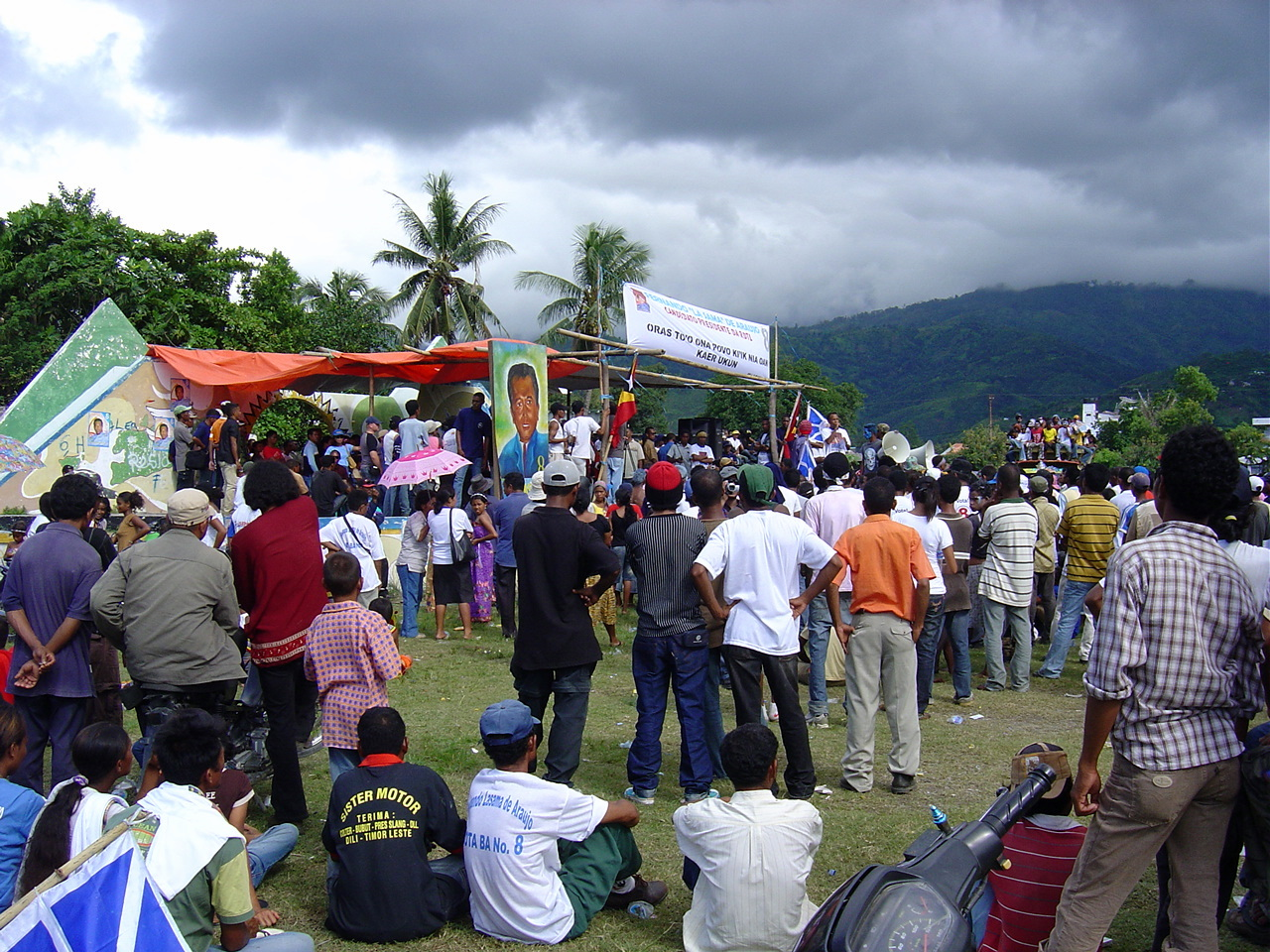
Wahlkampfveranstaltung von La Sama

Im Oktober 2006 setzte der damalige Generalsekretär der Vereinten Nationen Kofi Annan ein Expertenteam ein, das die korrekte Durchführung der Wahlen überwachen sollte. Auch die australische Regierung, die Europäische Union und Japan schickten je ein Team von Wahlbeobachtern. Insgesamt 2.250 in- und ausländische Wahlbeobachter überwachten die erste Stimmabgabe.
Die UNMIT unterstützte die acht Wahlkämpfer mit einem Candidate Resource Centre, in dem Computer und Kopiergeräte bereitstehen. Außerdem erhielt jeder Kandidat 10.000 US-Dollar für die Herstellung von Werbematerialien, wie Flaggen, Poster, Banner und Flugblätter.
Befürchtungen, dass die Krise um den flüchtigen Rebellenchef Alfredo Reinado die Wahl beeinflussen könnte, bestätigten sich nicht. Dafür kam es gegen Ende des Wahlkampfs immer wieder zu Zusammenstößen von Unterstützern der bisher dominierenden FRETILIN und anderer Parteien. Zum schwersten Zwischenfall kam es am 30. März 2007 in Viqueque, bei dem es nach einer Wahlkampfveranstaltung von Ramos-Horta zu Zusammenstößen zwischen seinen Anhängern und Anhängern der FRETILIN kam. 20 Menschen wurden verletzt. Wer begonnen hat, ist nicht bekannt. In derselben Woche sollen Anhänger von Avelino Coelho da Silva in Vemasse angegriffen worden sein und am 1. April in Macadique (Subdistrikt Uato-Lari) warfen 20 FRETILIN-Anhänger Steine auf eine Veranstaltung von Fernando de Araújo. Auch in Lospalos soll es laut der Nationalen Wahlkommission CNE zu einem Fall von politischer Gewalt gekommen sein. Am 4. April wurden in Dili 32 Personen bei Zusammenstößen zwischen FRETILIN und PD-Angehörigen verletzt. Die UN-Polizei musste die Randalierer mit Warnschüssen und Tränengas auseinandertreiben.
Am 5. April, dem letzten Tag des Wahlkampfes, sprach sich der Vertreter der Katholischen Kirche in der Nationalen Wahlkommission Pater Martinho Gusmão für den PD-Kandidaten Fernando de Araújo als Präsident aus. Der 43-Jährige sei „derjenige, der Osttimor aus der Krise hinausführen“ könne. Den Journalisten erklärte Pater Martinho, die Priester und Bischöfe würden sich in der Messe nicht für einen Kandidaten aussprechen, aber außerhalb der Kirche stehe es den Geistlichen zu den Wählern zu sagen, wen sie für den besten Kandidaten hielten. Man ging davon aus, dass Pater Martinhos Meinung starken Einfluss auf die Meinung der Priester in Osttimor haben könne. Interessenkonflikte zwischen seiner Aussage und der Mitgliedschaft in der Nationalen Wahlkommission bestritt er. „Wir erfreuen uns der Freiheit, sagen zu können, was wir wollen“, sagte er. Über 90 % der Osttimoresen sind Katholiken.
Am 6. April veröffentlichten Carrascalão, Araújo, Lobato und Amaral eine gemeinsame Erklärung, in der sie von versuchten Wahlmanipulationen sprachen. Sie warfen der FRETILIN vor, dass ihre Wahlbeobachter bevorzugt behandelt werden würden. Während ihre Leute die nötigen Ausweise erst eine Woche vor der Wahl erhalten hatten und damit zu spät für eine ausreichende Kontrolle der Wahl, erhielten die FRETILIN-Anhänger die Ausweise bereits viel früher. Außerdem beklagten die vier Kandidaten sich über die gewaltsamen Ausschreitungen und baten die UNO, für eine sichere Wahl zu sorgen.

## Erster Wahlgang und Auszählung

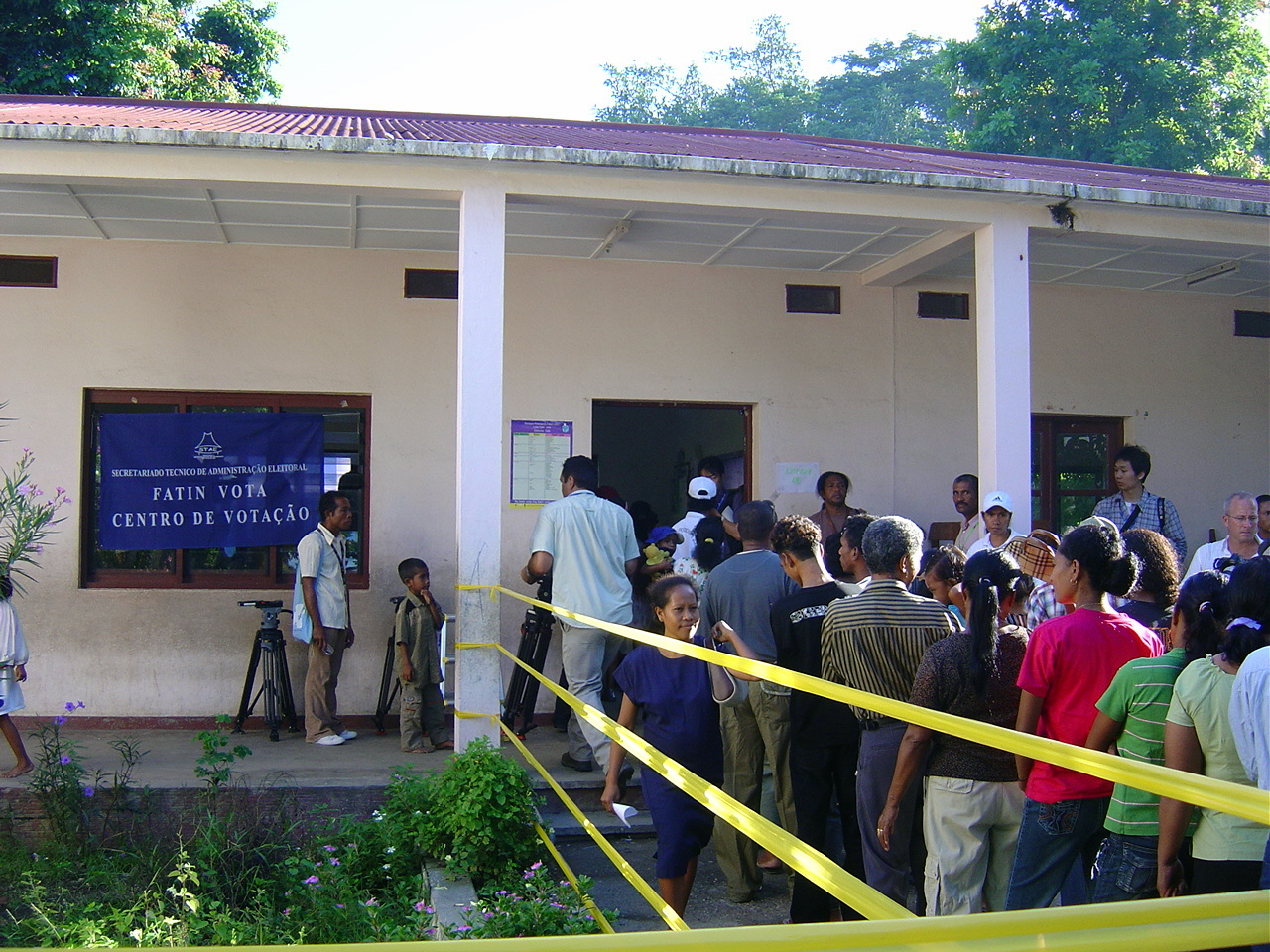
Warteschlange vor Wahllokal in Dili

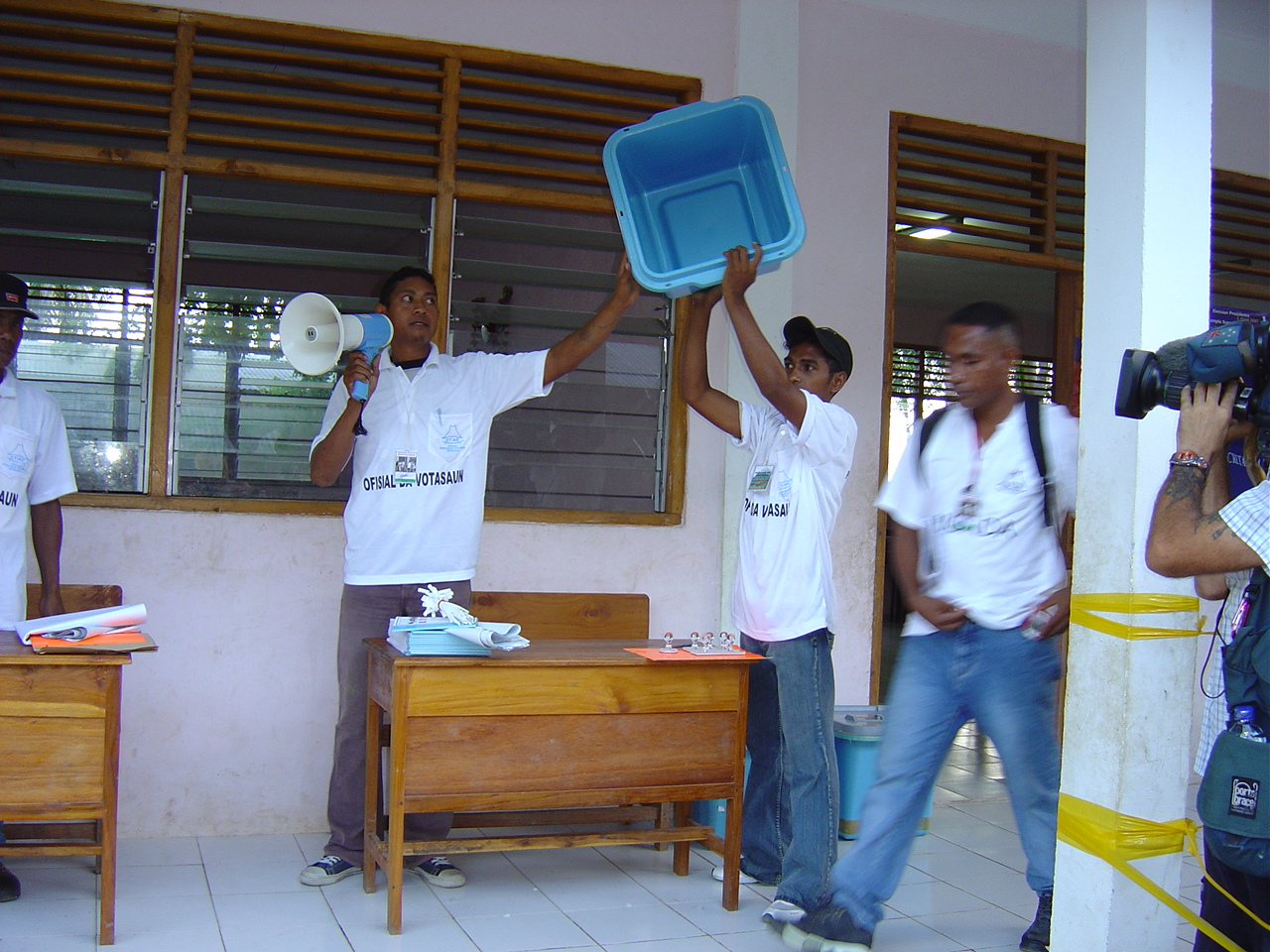
Ein Wahlhelfer zeigt die leere Urne vor dem Wahlgang

Der erste Wahlgang verlief bis auf einige kleinere Ausschreitungen friedlich. Zusätzliche 5.000 Wahlzettel mussten aufgrund der hohen Wahlbeteiligung mit Hubschraubern zu Wahllokalen geflogen werden. Allerdings konnten Wähler in vier Dörfern in Viqueque nicht abstimmen, weil es dort nicht ausreichend Wahlzettel gab und die Dörfer für eine Nachlieferung zu abgelegen waren.
Der Sprecher der Nationalen Wahlkommission Martinho Gusmão meldete bereits am 10. April, dass in der Hauptstadt Dili, wo 90.000 Wähler registriert waren, Ramos-Horta 30 % der Stimmen erhielt, Araújo 25 % und Amaral und Guterres jeweils 20 %. Zeichnete sich im Land zunächst ein Kopf-an-Kopf-Rennen zwischen dem Favoriten Ramos-Horta, Araújo und Guterres ab (in dieser Reihenfolge), lag Guterres nach Auszählung der meisten Stimmen plötzlich mit 28,3 % in Führung. Ramos-Horta erreichte demnach 22,5 % und Araújo 18,6 %. Daraus ergab sich die Notwendigkeit einer Stichwahl zwischen Guterres und Ramos-Horta.
Inzwischen forderten die Kandidaten Araújo, Amaral, Coelho da Silva, Lobato und Tilman die Nationale Wahlkommission und die UN-Vertretung in Osttimor auf, die Auszählung der Stimmen einzustellen, die Urnen zu sichern und eine erneute, öffentliche Auszählung im Beisein aller acht Kandidaten. Einschüchterungsversuche und Terror hätten die Wahl beeinträchtigt. Mitglieder der FRETILIN-Regierung hätten in Wahllokalen die Wähler beeinflusst und die Wahlurnen seien nicht durchgehend überwacht worden. Gravierend sind die Diskrepanzen bei der Zahl der Stimmen und der Zahl der Wähler: Zuerst gab es Meldungen, dass die Wahlbeteiligung bei 90 bis 98 % von 522.933 registrierten Wählern läge, allerdings lag die vorläufige Zahl der gültigen Stimmen nur bei 357.766 (68,42 %). Entweder waren also ein Viertel der Wähler nicht zur Wahl gegangen – was den Berichten von Wahlzettelmangel in vielen Lokalen widerspräche – oder es gab eine hohe Zahl von ungültigen und leeren Wahlzetteln. Deren Anteil lag aber bei Zählungen in der Wahlnacht bei nur ein bis zwei Prozent. Auch der Sprung von Guterres’ Stimmanteil von 23 % nach der Auszählung von 70 % der Stimmen auf 29 % innerhalb eines Tages verwunderte einige Beobachter. Ramos-Horta erklärte, er würde eine Neuauszählung begrüßen, das jetzige Ergebnis aber ebenfalls akzeptieren.
Am 13. April lehnte die Nationale Wahlkommission die Forderung nach Neuauszählung ab. Beschwerden würden an das Berufungsgericht weitergeleitet. Die UN unterstützte dieses Vorgehen. Ramos-Horta vermutete, dass das schlechte Wetter und die in einigen Landesteilen zu geringe Anzahl von Wahllokalen viele von der Wahl abgehalten habe. Der Chef der EU-Wahlbeobachter Javier Pomes Ruiz urteilte, dass die Wahl weitgehend regelgerecht und mit einer hohen Wahlbeteiligung verlaufen sei. Deutschland rief als Inhaber der EU-Präsidentschaft alle Parteien auf, das Wahlergebnis zu akzeptieren. Wenige Stunden später musste die Nationale Wahlkommission bestätigen, dass man 95 ungeöffnete Wahlurnen mit einigen hundert Stimmen gefunden habe, die noch nicht ausgezählt wurden. 59 davon stammen aus der Hauptstadt Dili. Die Kommission werde nun das Gericht anrufen, damit die Urnen zur Auszählung geöffnet werden können.

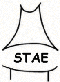
Logo des STAE

Logo der Nationalen Wahlkommission CNE

Am 14. April kritisierte Martinho Gusmão, der wegen des Chaos inzwischen den Spitznamen der verrückte Mönch erhalten hatte, Beamte der Wahlbehörde STAE (Secretariado Técnico de Administração Eleitoral) und Wahlhelfer hätten ihre Arbeit bei der Wahl nicht gewissenhaft ausgeführt. Es mangelte an Stiften, Zählzettel seien verändert, gefälschte Stimmzettel verwendet und Abstimmungen mehrfach durchgeführt worden. Ein Distrikt musste die Auszählung unterbrechen, weil der leitende Beamte das Passwort für den Computer vergessen hatte. Nach der dritten Falscheingabe musste ein IT-Experte der UN per Helikopter eingeflogen werden, damit die Auszählung weiter gehen konnte. Die Wähler hätten teilweise nicht gewusst, wie sie ihre Stimme abgeben sollten. In einigen Distrikten, auch in Dili, stimmte die Zahl der abgegebenen Stimmen nicht mit der der Wahlzettel überein. Im Distrikt Baucau wären 300.000 Stimmen gezählt worden, obwohl nur 51.000 Wähler registriert waren. Später führte man die Diskrepanz auf einen technischen Fehler zurück.

Mitglieder der Wahlkommission berichteten, in einigen Wahlkreisen seien 30 % der für ungültig erklärten Stimmzettel in Wirklichkeit gültig. Zudem sei das Zählergebnis von 81 Wahlurnen aus drei Distrikten zweifelhaft. Araújo erklärte, die Unregelmäßigkeiten und „widerwärtige, antidemokratische und manipulative Taten“ würden genügen, um die Wahl ungültig zu machen. Die FRETILIN bezeichnete Araújo als schlechten Verlierer. Er beschuldigte seinerseits drei Regierungsmitglieder der FRETILIN an den Unregelmäßigkeiten beteiligt zu sein. So seien im Wagen von Staatsministerin Ana Pessoa Pinto von der Polizei 350 leere Stimmzettel gefunden worden, der Vorfall sei aber vertuscht worden.
Am 16. April kündigte Martinho Gusmão an, dass 42 Wahlurnen nochmals geöffnet würden, da die Dokumente dazu unvollständig seien. Sie stammten aus sieben Distrikten Osttimors, inklusive Dili. Für weitere 26 Wahlurnen seien aufgrund von Unstimmigkeiten gerichtliche Schritte zur Wiederöffnung eingeleitet worden. Gusmão erklärte, dass es Befürchtungen gebe, dass die Dokumente nicht ordentlich ausgefüllt worden seien, wollte aber nicht näher auf die genauen Probleme eingehen, noch die Anzahl der betroffenen Stimmen nennen. Einen Einfluss auf das bisher bekannte Ergebnis würden die Kontrollen aber nicht haben, sagte Gusmão.
Am 18. April verkündete der Vorsitzende der Nationale Wahlkommission, Faustino Cardoso, das offizielle Endergebnis der ersten Runde der Präsidentenwahl.
| Erste Runde der Präsidentenwahl in Osttimor am 9. April 2007 |         |        |
| Kandidat (Partei)                                            | Stimmen | %      |
| Francisco Lu-Olo Guterres (FRETILIN)                         | 112.666 | 27,89  |
| José Ramos-Horta (parteilos)                                 | 88.102  | 21,81  |
| Fernando La Sama de Araújo (PD)                              | 77.459  | 19,18  |
| Francisco Xavier do Amaral (ASDT)                            | 58.125  | 14,39  |
| Lúcia Lobato (PSD)                                           | 35.789  | 8,86   |
| Manuel Tilman (KOTA)                                         | 16.534  | 4,09   |
| Avelino Coelho da Silva (PST)                                | 8.338   | 2,06   |
| João Carrascalão (UDT)                                       | 6.928   | 1,72   |
| gültige Stimmen                                              | 403.941 | 94,56  |
| Gesamt (Beteiligung: 81,79 %)                                | 427.712 | 100,00 |

Plakat über das Ausfüllen des Wahlscheins zur ersten Runde der Wahl

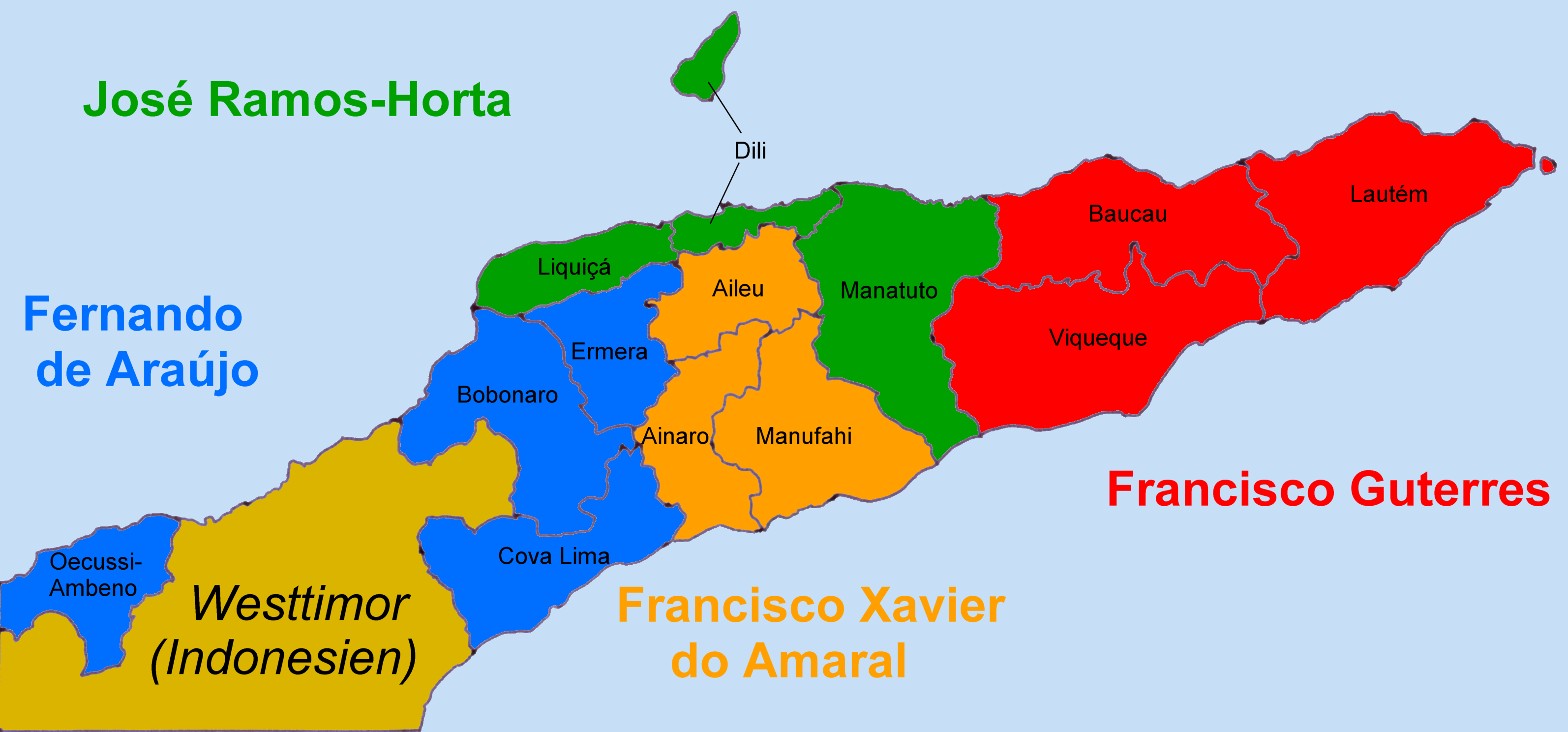
Die erfolgreichsten Kandidaten der einzelnen Distrikte

Da keiner der Kandidaten auf Anhieb mehr als 50 % der Stimmen auf sich vereinigen konnte, wurde für den 9. Mai eine Stichwahl zwischen den beiden Kandidaten mit der höchsten Stimmenzahl, Guterres und Ramos-Horta, angesetzt. Der drittplatzierte Fernando de Araújo, Lúcia Lobato und Francisco Xavier do Amaral erhoben am 19. April vor dem Tribunal de Recurso de Timor-Leste (deutsch Berufungsgericht Osttimors), dem höchsten Gericht Osttimors, Einspruch gegen das Ergebnis. Zwei Tage später bestätigte aber der Vorsitzende des Gerichts Cláudio Ximenes die Ergebnisse des Wahlgangs vom 9. April als endgültig.
Abschließend kritisierte das UN-Expertenteam die Wahl als nicht „befriedigend durchgeführt“. Nur 13 von 52 internationalen Kriterien für eine typische gut durchgeführte Wahl wurden erfüllt. 20 Punkte wurden nicht erfüllt, 13 weitere nur teilweise. Bei sechs Punkten konnte keine Bewertung durchgeführt werden. Probleme habe es bei der Registrierung der Wähler und durch die Einmischung eines Ministers der Regierung bei der Wahlverwaltung gegeben. Das Team urteilte, dass das Umfeld der Wahl weitgehend friedlich war, abgesehen von einigen Gewaltausbrüchen vor der Wahl, die aber kein „allgemeines Klima der Instabilität durch Angst im Land“ verbreitet hätten. Die UNMIT nannte die erste Runde der Wahl „nicht perfekt“, aber insgesamt frei und fair.

## Zweiter Wahlgang

Antigewaltbanner

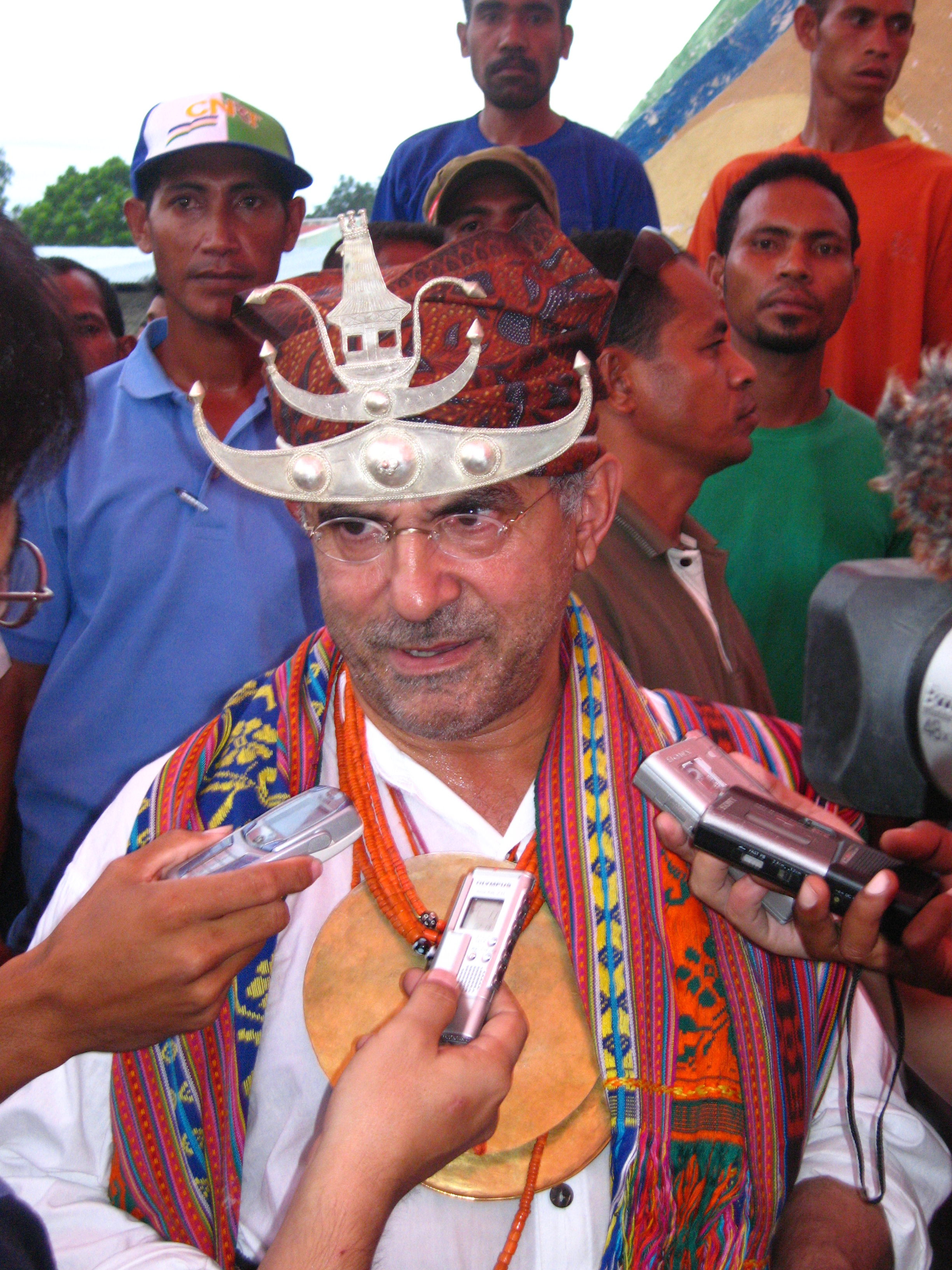
Ramos-Horta im Wahlkampf mit Kaibauk und Tais geschmückt

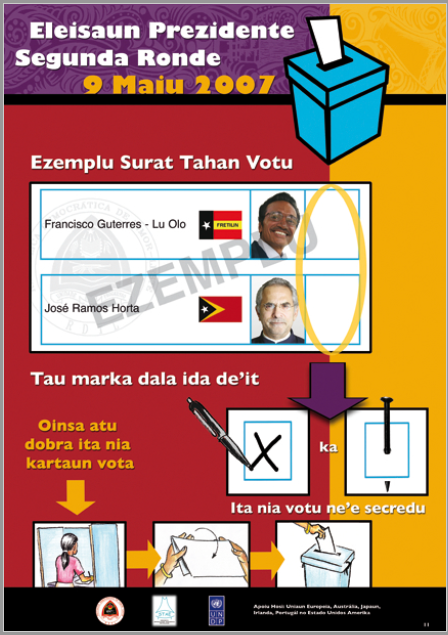
Plakat über das Ausfüllen des Wahlscheins zur zweiten Runde der Wahl

Araújo und vier weitere unterlegene Kandidaten riefen ihre Anhänger auf, bei der Stichwahl Ramos-Horta zu wählen. Mitglieder der PD erklärten, dass die Einstellung der Fahndung nach dem Rebellen Alfredo Reinado und die inzwischen angelaufenen Gespräche mit ihm Vorbedingung der Partei für die Unterstützung Ramos-Hortas waren. Guterres kritisierte diese Entscheidung als bloße Maßnahme Ramos-Hortas, um mehr Stimmen zu erhalten. Zudem verlangte er von Ramos-Horta, seine Vermögenswerte offenzulegen. Guterres wies darauf hin, er habe außer einem kleinen Geldvermögen und dem Haus der Familie im Osten des Landes keine Bankkonten, keine Ersparnisse, keine Investitionen und keine Beteiligungen. Das Büro Ramos-Hortas erklärte, dass die Vermögensverhältnisse des Premierministers längst offengelegt seien, obschon es keine Verpflichtung dazu gebe. Ramos-Horta besitzt je ein Haus in Dili und in Sydney. Zudem erhält er Einnahmen von Internationalen Vortragsreisen.
Der Wahlkampf nahm an Heftigkeit zu. Die FRETILIN kritisierte, dass Colonel Railos für Ramos-Horta Wahlkampf im Westen von Liquiçá betreibt. Der in Ungnade gefallene Unteroffizier hatte 2006 gestanden, dass er für den FRETILIN-Premierminister Marí Alkatiri während der damaligen Unruhen eine illegale Miliz aufgebaut habe, um politische Gegner zu eliminieren, und hatte ihn damit mit zu Fall gebracht.
Marcus Lobato, ein Dorfchef, sagte, dass die 28.000 Wähler des Distrikts Ainaro aufgerufen worden seien, Ramos-Horta zu wählen. Hier hatte er nur wenige Stimmen in der ersten Runde erhalten. Die Region gehört zu den ärmsten des Landes. Zwölf Prozent der Bevölkerung leiden an Unterernährung, jedes zehnte Kind stirbt vor dem fünften Geburtstag und die Lebenserwartung liegt gerade bei 57 Jahren. Alle Nicht-FRETILIN-Parteien würden laut Lobato hier hinter Ramos-Horta stehen, da die Parteiführung in Dili so entschieden habe. „Uns wurde gesagt, Herr Ramos-Horta sei ein glaubwürdiger Mann, der uns helfen kann.“ Zwei Wochen zuvor hatte Ramos-Horta einen Lastwagen mit Decken in das Dorf Hatu-Builico geschickt, der der höchste und kälteste Ort des Landes ist. Die Decken waren eine Spende aus Kuwait. Dorfchef Antonio Lopes berichtete, dass die FRETILIN-Regierung die Hilfsappelle ignoriert habe, als nach schlechten Ernten im letzten Jahr die Menschen hungerten.

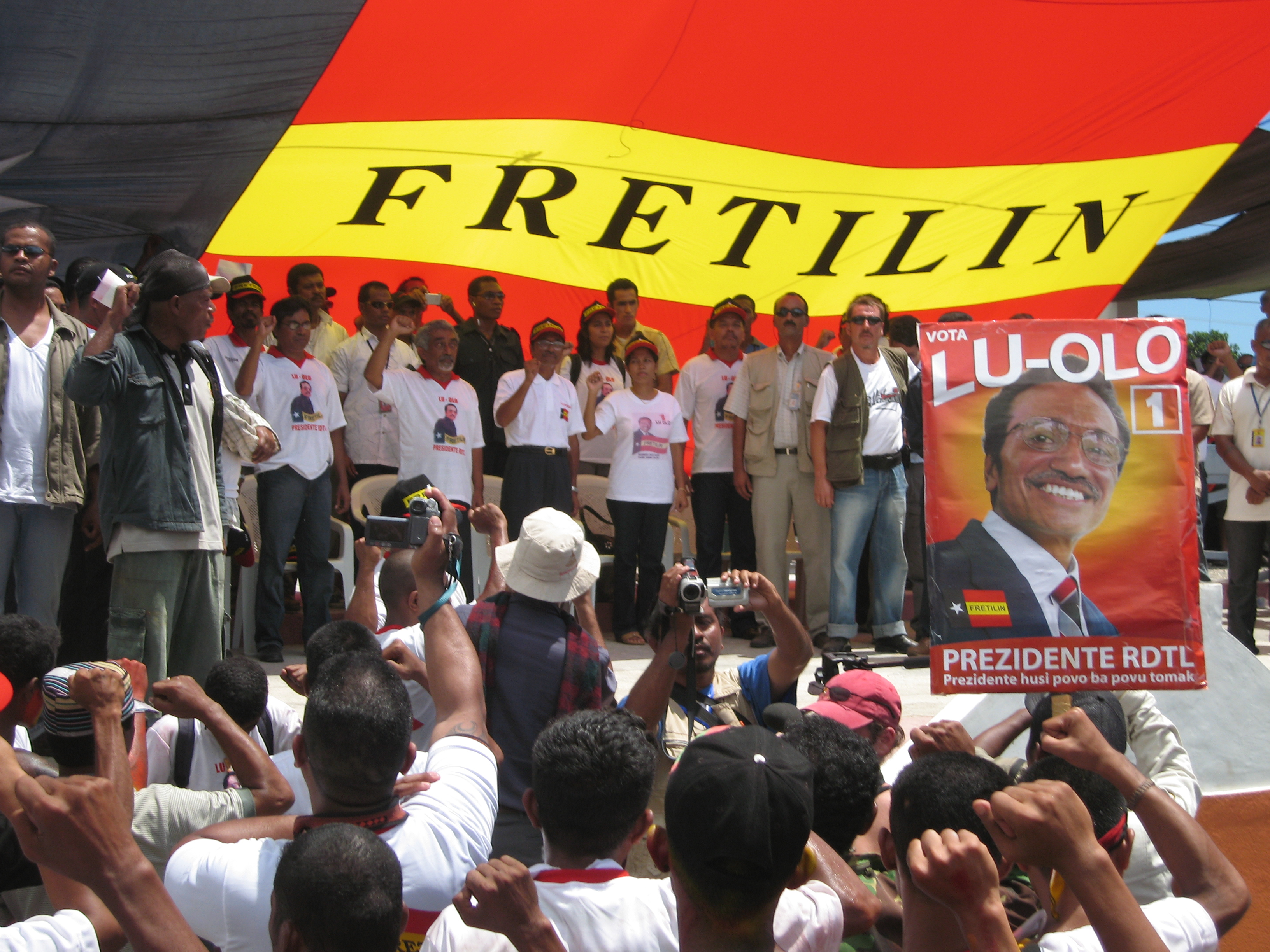
Wahlkampfveranstaltung mit Lu-Olo und Alkatiri

Am 7. Mai warf der FRETILIN-Geschäftsführer und Minister für Bodenschätze und Energie José Teixeira den ausländischen Truppen vor, sie würden die Unterstützer seiner Partei einschüchtern und versuchen, zwei Wahlkampfveranstaltungen zu stören. So sei während einer Veranstaltung am 3. Mai in Ainaro ein Hubschrauber gelandet und Soldaten in voller Kampfmontur seien durch die Reihen der Zuschauer gelaufen. Teixeira sagte: „Wir sind nicht davon überzeugt, dass es zwischen dem Verhalten der Truppen und der klaren Unterstützung für Ramos-Horta durch die australischen Regierung nicht einen Zusammenhang gibt.“ Kurz zuvor hatte Guterres seine Anhänger aufgerufen, das Wahlergebnis zu akzeptieren, falls er verlieren sollte. „Wenn es das ist, was die Leute wollen, muss der eine seinen Sieg und der andere sein Schicksal akzeptieren“, so Guterres. Vom australischen Oberkommandierenden in Osttimor Brigadegeneral Mel Rerden gab es zunächst keinen Kommentar zu den Vorwürfen. Er hatte in der Vergangenheit aber betont, die australischen Truppen seien nur in Osttimor, um weiteres Blutvergießen zu verhindern.
Der Tag vor dem zweiten Wahlgang verlief weitgehend friedlich. In Dili kam es zu einem kleineren Zusammenstoß, der aber nicht mit der Wahl, sondern mit Bandenkämpfen zu tun hatte. Ein Mann wurde dabei verletzt. Die UN-Polizei trieb die Kämpfenden mit Tränengas und Warnschüssen in die Luft auseinander. Zur Sicherung der zweiten Wahlrunde sind 1.700 UN-Polizisten verteilt, neben den internationalen Truppen im Land. 272 ausländische und 2.000 einheimische Wahlbeobachter überwachten die Abstimmung. Kleinere Unregelmäßigkeiten wurden entdeckt. So tauchten 87 ausgefüllte Wahlscheine bereits vor Beginn des Wahlgangs in einem Wahllokal auf und Jugendliche hatten Registrierungskarten für die Wahl, obwohl sie noch nicht 17 Jahre alt waren.
Nach Auszählung aller Wahlbezirke war am 11. Mai 2007 klar, dass José Ramos-Horta mit 69 % der Stimmen zum neuen Präsidenten von Osttimor gewählt worden ist. Ramos-Hortas Gegenkandidat, Francisco Guterres, kam nach dem Endergebnis der Stichwahl vom Mittwoch auf 31 % der Stimmen.
| Präsidentenwahl in Osttimor am 9. Mai 2007 |                                   |                                   |
| Distrikt                                   | José Ramos-Horta (parteilos)      | Francisco Guterres (FRETILIN)     |
| Aileu                                      | 16.591                            | 1.075                             |
| Ainaro                                     | 16.395                            | 5.121                             |
| Baucau                                     | 16.987                            | 33.745                            |
| Bobonaro                                   | 30.351                            | 5.504                             |
| Cova Lima                                  | 17.246                            | 5.343                             |
| Dili                                       | 63.010                            | 15.787                            |
| Ermera                                     | 33.923                            | 7.198                             |
| Lautém                                     | 12.919                            | 13.547                            |
| Liquiçá                                    | 20.705                            | 2.881                             |
| Manatuto                                   | 13.571                            | 3.240                             |
| Manufahi                                   | 14.362                            | 4.857                             |
| Oe-Cusse Ambeno                            | 19.332                            | 6.879                             |
| Viqueque                                   | 10.443                            | 22.165                            |
| Osttimor                                   | 285.835 (69,18 %)                 | 127.342 (30,82 %)                 |
| gültige Stimmen                            | 413.177 (97,34 %)                 | 413.177 (97,34 %)                 |
| Wahlberechtigte                            | 424.475 (Wahlbeteiligung 81,00 %) | 424.475 (Wahlbeteiligung 81,00 %) |

## Nach der Wahl

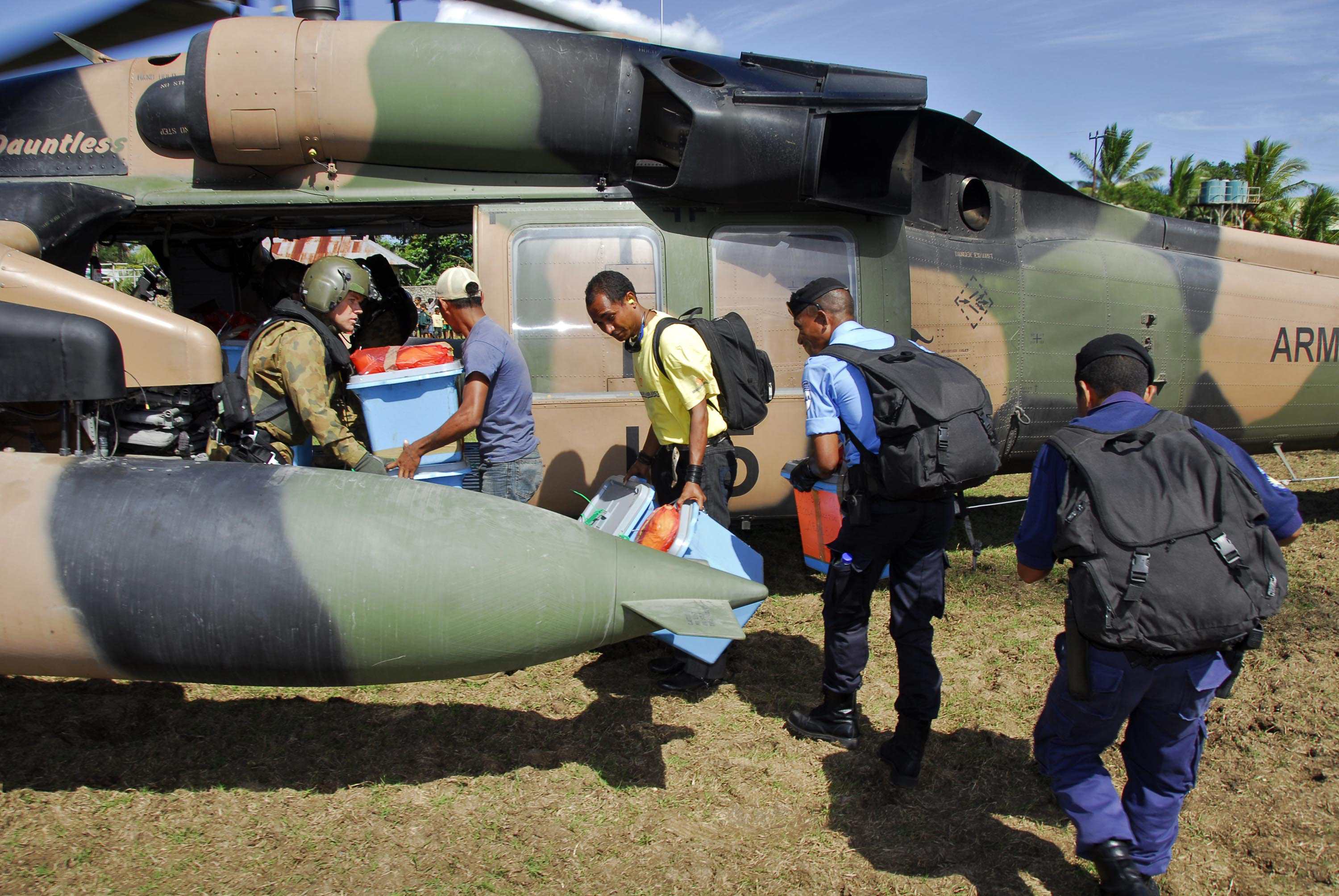
Transport der Wahlurnen mit Helikopter von Lospalos nach Luro

Während der Wahlgang als weitgehend fair und friedlich beschrieben wurde, kam es am 10. Mai noch im Süden des Distrikts Viqueque laut der Zeitung Suara Timor Lorosae zu Ausschreitungen. Unterstützer von Ramos-Horta wurden Opfer von Angriffen. Zwei Häuser wurden niedergebrannt, sechs weitere schwer beschädigt. Drei Personen wurden aufgrund der Angriffe verhaftet, aber es blieb unklar, ob es sich um militante FRETILIN-Angehörige handelte. Deren Kandidat Francisco Guterres hatte am selben Tag seine Niederlage eingestanden. Vier Tage später wurden in den Distrikten Viqueque und Ermera nochmals sieben Häuser von Banden angezündet, neun weitere zerstört und 14 Menschen verletzt. In Ermera starb ein Mann bei einem Zusammenstoß zwischen zwei Gruppen, aber auch hier ist es nicht klar, ob diese zu Anhängern der beiden Stichwahlkandidaten Guterres bzw. Ramos-Horta gehörten. Unabhängig von den Wahlen ereignete sich ein Straßenkampf zwischen zwei Kampfsportgruppen, bei dem es 19 Verletzte gab. In Liquiça gab es am 15. Mai Zusammenstöße zwischen den rivalisierenden politischen Gruppen, hier waren aber keine Opfer zu beklagen. In der Nacht zum 16. Mai brannte ein Mob bei Kämpfen zwischen Straßenbanden vier Häuser in Dilis Vorort Bairro Pite nieder. 17 Personen wurden festgenommen, verletzt wurde niemand. UN-Polizisten beendeten die Kämpfe.
Am 16. Mai bestätigte das zuständige Gericht offiziell das amtliche Endergebnis und den Sieg von José Ramos-Horta. Er trat am 19. Mai von seinen Ämtern als Premier und Verteidigungsminister zurück. Neuer Premierminister wurde Estanislau da Silva. Am 20. Mai, dem fünften Unabhängigkeitstag Osttimors übernahm Ramos-Horta das Amt des Staatspräsidenten von Xanana Gusmão. Nur wenige Stunden später starb ein Mann bei einem Zusammenstoß zwischen FRETILIN-Anhängern aus dem Osten des Landes und Unterstützern Ramos-Hortas. 40 Personen wurden verhaftet.
Ramos-Horta gilt als dem Westen zugewandt und wirtschaftsfreundlich. Viele Osttimoresen setzten in ihm die Hoffnung, er würde wieder Frieden in das Land bringen. Ramos-Horta erklärte, er wolle das Präsidentenamt aktiver als sein Vorgänger ausüben. Xanana Gusmão hatte, bis zu den Unruhen von 2006, nur wenig seinen Einfluss gelten machen können. Damals setzte er sich gegen Premier Alkatiri durch und erzwang dessen Rücktritt zu Gunsten seines politischen Freundes Ramos-Horta. Da sich Xanana Gusmão mit seiner neuen Partei CNRT bei den Parlamentswahlen vom 30. Juni durchsetzte und Premierminister wurde, haben er und Ramos-Horta die wichtigsten politischen Ämter im Lande miteinander getauscht und die FRETILIN von der Macht verdrängt.